# Wasilisa Dawankowa
Wasilisa Aleksandrowna Dawankowa, ros. Василиса Александровна Даванкова (ur. 2 maja 1998 w Moskwie) – rosyjska łyżwiarka figurowa, startująca w parach sportowych. Brązowa medalistka mistrzostw świata juniorów (2012), srebrna medalistka finału Junior Grand Prix (2012) oraz mistrzyni Rosji juniorów (2012).

## Życie prywatne
Ma brata Nikitę (ur. 2001). W maju 2016 roku, tuż po ukończeniu 18. roku życia, została trzecią żoną swojego trenera, 23 lata starszego Nikołaja Morozowa, jednak później para rozstała się.

## Osiągnięcia

### Z Antonem Szybniewem
| Zawody             | 16–17          |                |                |                |                |                |                |                |                |                |                |                |                |                |                |                |                |
| Międzynarodowe     | Międzynarodowe | Międzynarodowe | Międzynarodowe | Międzynarodowe | Międzynarodowe | Międzynarodowe | Międzynarodowe | Międzynarodowe | Międzynarodowe | Międzynarodowe | Międzynarodowe | Międzynarodowe | Międzynarodowe | Międzynarodowe | Międzynarodowe | Międzynarodowe | Międzynarodowe |
| ------------------ | -------------- | -------------- | -------------- | -------------- | -------------- | -------------- | -------------- | -------------- | -------------- | -------------- | -------------- | -------------- | -------------- | -------------- | -------------- | -------------- | -------------- |
| Zimowa Uniwersjada | 5              |                |                |                |                |                |                |                |                |                |                |                |                |                |                |                |                |
| Krajowe            |                |                |                |                |                |                |                |                |                |                |                |                |                |                |                |                |                |
| Mistrzostwa Rosji  | 7              |                |                |                |                |                |                |                |                |                |                |                |                |                |                |                |                |

### Z Aleksandrem Enbiertem
| Zawody                          | 14–15          |                |                |                |                |                |                |                |                |                |                |                |                |                |                |                |                |
| Międzynarodowe                  | Międzynarodowe | Międzynarodowe | Międzynarodowe | Międzynarodowe | Międzynarodowe | Międzynarodowe | Międzynarodowe | Międzynarodowe | Międzynarodowe | Międzynarodowe | Międzynarodowe | Międzynarodowe | Międzynarodowe | Międzynarodowe | Międzynarodowe | Międzynarodowe | Międzynarodowe |
| ------------------------------- | -------------- | -------------- | -------------- | -------------- | -------------- | -------------- | -------------- | -------------- | -------------- | -------------- | -------------- | -------------- | -------------- | -------------- | -------------- | -------------- | -------------- |
| GP Rostelecom Cup               | WD             |                |                |                |                |                |                |                |                |                |                |                |                |                |                |                |                |
| CS Autumn Classic International | 6              |                |                |                |                |                |                |                |                |                |                |                |                |                |                |                |                |
| Krajowe                         |                |                |                |                |                |                |                |                |                |                |                |                |                |                |                |                |                |
| Mistrzostwa Rosji               | 6              |                |                |                |                |                |                |                |                |                |                |                |                |                |                |                |                |

### Z Andriejem Dieputatem
| Zawody                                | 11–12          | 12–13          | 13–14          |                |                |                |                |                |                |                |                |                |                |                |                |                |                |
| Międzynarodowe                        | Międzynarodowe | Międzynarodowe | Międzynarodowe | Międzynarodowe | Międzynarodowe | Międzynarodowe | Międzynarodowe | Międzynarodowe | Międzynarodowe | Międzynarodowe | Międzynarodowe | Międzynarodowe | Międzynarodowe | Międzynarodowe | Międzynarodowe | Międzynarodowe | Międzynarodowe |
| ------------------------------------- | -------------- | -------------- | -------------- | -------------- | -------------- | -------------- | -------------- | -------------- | -------------- | -------------- | -------------- | -------------- | -------------- | -------------- | -------------- | -------------- | -------------- |
| International Cup of Nice             |                | 4              |                |                |                |                |                |                |                |                |                |                |                |                |                |                |                |
| Międzynarodowe: Kategorie młodzieżowe |                |                |                |                |                |                |                |                |                |                |                |                |                |                |                |                |                |
| Mistrzostwa świata juniorów           | 3              |                | 4              |                |                |                |                |                |                |                |                |                |                |                |                |                |                |
| JGP Finał                             |                | 2              | 5              |                |                |                |                |                |                |                |                |                |                |                |                |                |                |
| JGP na Białorusi                      |                |                | 3              |                |                |                |                |                |                |                |                |                |                |                |                |                |                |
| JGP w Chorwacji                       |                | 3              |                |                |                |                |                |                |                |                |                |                |                |                |                |                |                |
| JGP w Estonii                         |                |                | 2              |                |                |                |                |                |                |                |                |                |                |                |                |                |                |
| JGP w USA                             |                | 2              |                |                |                |                |                |                |                |                |                |                |                |                |                |                |                |
| Krajowe                               |                |                |                |                |                |                |                |                |                |                |                |                |                |                |                |                |                |
| Mistrzostwa Rosji                     | 5              | 7              | 5              |                |                |                |                |                |                |                |                |                |                |                |                |                |                |
| Mistrzostwa Rosji juniorów            | 1              | WD             | 3              |                |                |                |                |                |                |                |                |                |                |                |                |                |                |